# Huilaea minor
Huilaea minor är en tvåhjärtbladig växtart som först beskrevs av Antonio Lorenzo Uribe Uribe, och fick sitt nu gällande namn av Gustavo Lozano-Contreras och N.Ruiz-r.. Huilaea minor ingår i släktet Huilaea och familjen Melastomataceae. IUCN kategoriserar arten globalt som starkt hotad. Inga underarter finns listade i Catalogue of Life.